# Monasterio de Ubisi
El monasterio de Ubisi o también conocido como monasterio de San Jorge de Ubisi (en idioma georgiano : უბისის მონასტერი), es un complejo monástico de la Iglesia Ortodoxa de Georgia del siglo IX situado en la región de Imericia de Georgia en la población de Ubisi.

## Historia
Fundado por Gregorio de Khandzta (759-861) incluye edificios del siglo XII y es famoso por sus pinturas de frescos bizantinas del siglo XIV.

### El fundador
Gregorio de Khandzta (en georgiano : გრიგოლ ხანძთელი, Grigol Khandzteli) (759 - 5 de octubre de 861) fue una figura eclesiástica georgiana prominente y fundador y líder de numerosas comunidades monásticas. Nacido en una familia aristocrática en Kartli, Gregorio se crio en la corte del príncipe Nerse de Iberia, cuya esposa era la tía paterna de Gregorio. Dejó su hogar cuando era joven y se convirtió en monje en la región de Klarjeti. En 1911 el investigador de arte S. Gorgadze dejó su descripción científica del monasterio. En su opinión, la construcción del complejo del monasterio de Ubisi se fundó originalmente en el siglo IX, cuando la liberación de la dominación árabe en Georgia se llevó a cabo a gran escala mediante la construcción de centros monásticos y educativos, liderados por el escriba y la figura eclesiástica de Grigol Khandzteli.

## Arquitectura
El templo es un tipo de planta de salón. Su núcleo principal es el edificio principal en el centro de la cerca, con los edificios del sur, oeste y norte. Una inscripción indica que el «edificio de esta torre fue construido por Simon Chkondideli en 1141, cuando Demetrio estaba en posición de mí».

### Frescos
En el siglo XIV y durante el mandato del rey Jorge V de Georgia, se pintó el templo, al examinar las inscripciones, las pinturas de la pared del muro se encuentran que fueron realizadas por el artista Daimyan, pero el académico V. Beridze cree que el gran artista pintor únicamente está nombrado y el que las pintó realmente fue su propio discípulo Gerasime. Se pueden encontrar las representaciones de la Anunciación, Domingo de Ramos, la crucifixión, la resurrección, el bautismo y otros. De los frescos se distinguen el de «San Jorge» y «La última cena».

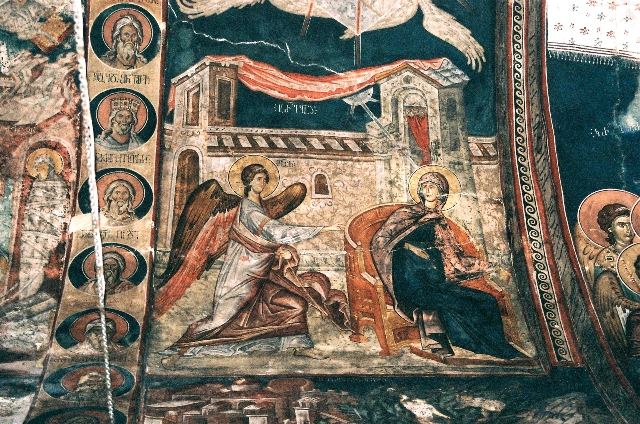
La Anunciación
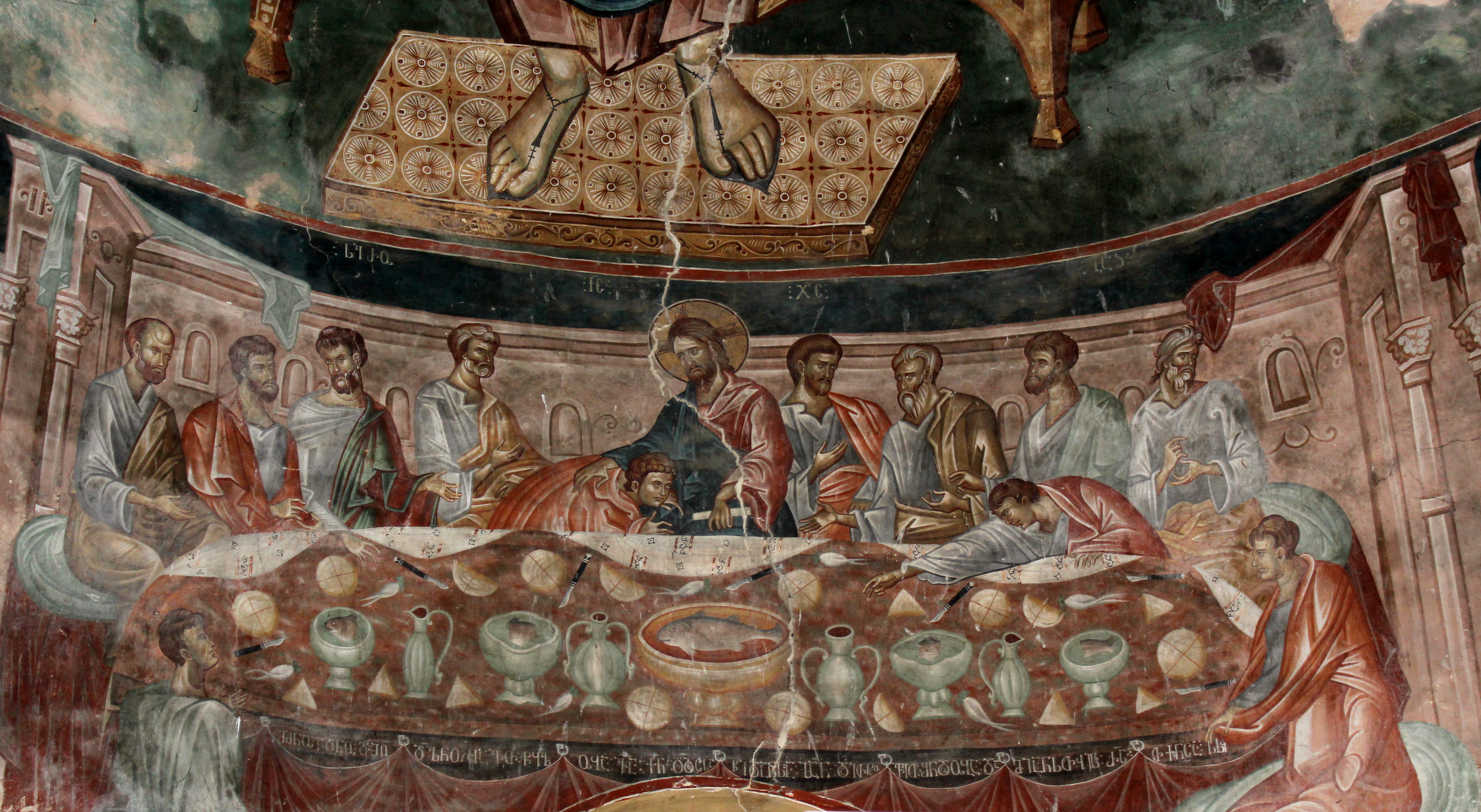
La última Cena
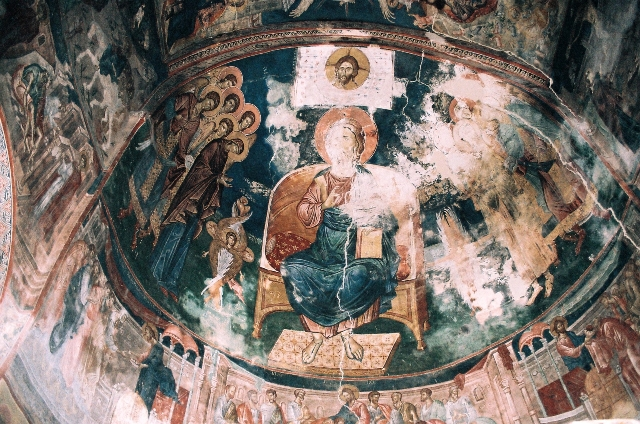
El Salvador